# آق سراي
مدينة أق سراي (بالتّركيّة: Aksaray) هي مركز محافظة «أق سراي»، الواقعة وسط تركيا.

## التاريخ
يعود تاريخ مدينة آق سراي إلى العصور القديمة، إذ أنّها كانت تُعرف في عهد الإمبراطوريّة الحيثيّة باسم «غارسورا»، ثم أطلق عليها اسم «أرخيلاس» نسبة إلى آخر الملوك الكبادوكيّين «أرخيلاوس»، الذي قام بإعادة إعمارها. ومع نهاية المملكة الكبادوكيّة خضعت المدينة لحكم الإمبراطورية الرّومانيّة، ثمّ بقيت تحت الحكم البيزنطي حتّى دخلها السلاجقة عام 1078م.
أعاد السّلطان السّلجوقيّ «قلج أرسلان الثاني» إعمار المدينة عام 1170م، وبنى فيها قصراً حملت المدينةُ اسمَه فيما بعد، فصارت تدعى بـ «آق سراي»، وهي تُعرف حتّى اليوم بهذا الاسم. كما أطلق على المدينة العديد من الأسماء الأخرى، كان جلّها عسكريّاً مثل «دار الظّفر» و«دار الرّباط» و«دار الجهاد»؛ وذلك لما تضمّنته المدينة من منشآت عسكريّة أنشأها السّلاطين المتعاقبون.
أصبحت المدينة مركزاً لمحافظة «آق سراي» التركية، وفقاً للقانون رقم 3578، الصادر عام 1989م.

## التعداد السكاني
| العام | المجموع | عدد سكان المدينة | عدد سكان الريف |
| ----- | ------- | ---------------- | -------------- |
| 1990  | 189.256 | 90.698           | 98.558         |
| 2000  | 236.560 | 129.949          | 106.611        |
| 2007  | 244.036 | 151.164          | 92.872         |
| 2010  | 262.581 | 176.504          | 86.077         |
| 2015  | 283.063 | 202.336          | 80.727         |

## الطقس
| البيانات المناخية لـ{{{location}}}    | البيانات المناخية لـ{{{location}}} | البيانات المناخية لـ{{{location}}} | البيانات المناخية لـ{{{location}}} | البيانات المناخية لـ{{{location}}} | البيانات المناخية لـ{{{location}}} | البيانات المناخية لـ{{{location}}} | البيانات المناخية لـ{{{location}}} | البيانات المناخية لـ{{{location}}} | البيانات المناخية لـ{{{location}}} | البيانات المناخية لـ{{{location}}} | البيانات المناخية لـ{{{location}}} | البيانات المناخية لـ{{{location}}} | البيانات المناخية لـ{{{location}}} |
| الشهر                                 | يناير                              | فبراير                             | مارس                               | أبريل                              | مايو                               | يونيو                              | يوليو                              | أغسطس                              | سبتمبر                             | أكتوبر                             | نوفمبر                             | ديسمبر                             | المعدل السنوي                      |
| ------------------------------------- | ---------------------------------- | ---------------------------------- | ---------------------------------- | ---------------------------------- | ---------------------------------- | ---------------------------------- | ---------------------------------- | ---------------------------------- | ---------------------------------- | ---------------------------------- | ---------------------------------- | ---------------------------------- | ---------------------------------- |
| الدرجة القصوى °ف                      | 66.9                               | 70.9                               | 84                                 | 89.2                               | 92.8                               | 98.4                               | 104                                | 101.8                              | 97.7                               | 91.0                               | 79.2                               | 72                                 | 104                                |
| متوسط درجة الحرارة الكبرى °ف          | 41.7                               | 45.0                               | 54.3                               | 64.2                               | 73.0                               | 81                                 | 86.9                               | 86.7                               | 79.7                               | 69.1                               | 56.3                               | 45.7                               | 65.3                               |
| متوسط درجة الحرارة الصغرى °ف          | 25.5                               | 27.7                               | 34.2                               | 41.9                               | 49.1                               | 55.2                               | 61                                 | 60.1                               | 52.0                               | 43.9                               | 35.1                               | 29.1                               | 42.9                               |
| أدنى درجة حرارة °ف                    | −15.5                              | −20                                | −2                                 | 18.5                               | 31.6                               | 37.2                               | 44.2                               | 42.6                               | 34                                 | 21                                 | 7                                  | −7.4                               | −20                                |
| الهطول إنش                            | 1.52                               | 1.3                                | 1.58                               | 1.85                               | 1.61                               | 0.99                               | 0.24                               | 0.15                               | 0.33                               | 1.03                               | 1.27                               | 1.71                               | 13.58                              |
| الدرجة القصوى °م                      | 19.4                               | 21.6                               | 29                                 | 31.8                               | 33.8                               | 36.9                               | 40                                 | 38.8                               | 36.5                               | 32.8                               | 26.2                               | 22                                 | 40                                 |
| متوسط درجة الحرارة الكبرى °م          | 5.4                                | 7.2                                | 12.4                               | 17.9                               | 22.8                               | 27                                 | 30.5                               | 30.4                               | 26.5                               | 20.6                               | 13.5                               | 7.6                                | 18.5                               |
| متوسط درجة الحرارة الصغرى °م          | −3.6                               | −2.4                               | 1.2                                | 5.5                                | 9.5                                | 12.9                               | 16                                 | 15.6                               | 11.1                               | 6.6                                | 1.7                                | −1.6                               | 6.0                                |
| أدنى درجة حرارة °م                    | −26.4                              | −29                                | −19                                | −7.5                               | −0.2                               | 2.9                                | 6.8                                | 5.9                                | 1                                  | −6                                 | −14                                | −21.9                              | −29                                |
| الهطول مم                             | 38.6                               | 34                                 | 40.2                               | 46.9                               | 40.8                               | 25.2                               | 6.1                                | 3.8                                | 8.4                                | 26.1                               | 32.2                               | 43.4                               | 345.7                              |
| المصدر: مديرية الأرصاد الجوية التركية |                                    |                                    |                                    |                                    |                                    |                                    |                                    |                                    |                                    |                                    |                                    |                                    |                                    |

## توأمة
لآق سراي اتفاقيات توأمة مع كل من:
- البندقية
- غراتس
- سانت بولتن
- لونس لو سونييه
- أجاكسيو
- هدمزوفازارهلي
- أوساكا
- بانسكا بيستريتسا
- كوشيتسه
- سلوفينيسكا بيستريسا
- بورغاس
- بتروبافلوفسك
- حمص

## أعلام
- بيري محمد باشا
- فكرت أوطيام